# Zgornje Vetrno
Zgornje Vetrno este o localitate din comuna Tržič, Slovenia, cu o populație de 44 de locuitori.